# Christopher Bailey
Christopher Bailey, född 29 maj 2000, är en amerikansk kortdistanslöpare.

## Karriär
Baliey ingick i det amerikanska laget som tog guld på 4 x 400 meter vid VM 2023 och silver vid VM 2024 inomhus. Vid OS 2024 ingick han i det amerikanska laget som tog guld på 4 x 400 meter.